# Betty Broderick
Elisabeth Anne Broderick (nascida Bisceglia; 7 de novembro de 1947) é uma mulher americana que foi condenada por matar o seu ex-marido, Daniel T. Broderick III, e a sua segunda esposa, Linda (Kolkena) Broderick no dia 5 de novembro de 1989. Num segundo julgamento a 11 de dezembro de 1991, ela foi condenada por duas acusações de homicídio em segundo grau e posteriormente sentenciada a 32 anos de prisão. O caso recebeu grande atenção da mídia e foi extremamente controverso. Vários livros foram escritos sobre o caso Broderick, e um filme para a TV foi criado em duas partes. Em 2020, uma minissérie de 8 episódios foi produzida e exibida sobre Betty.